# Ljustjärnen (Sävars socken, Västerbotten)
Ljustjärnen är en sjö i Umeå kommun i Västerbotten och ingår i Dalkarlsån-Sävaråns kustområde.